# 'n Beetje
'n Beetje, detta anche Een beetje, ("Un po'") è stata la canzone vincitrice dell'Eurovision Song Contest 1959, scritta da Dick Schallies e Willy van Hermert, cantata, in olandese, da Teddy Scholten, rappresentante dei Paesi Bassi.
La canzone è più veloce rispetto a quelle passate e, soprattutto, è anche meno seria. L'amato di una giovane donna chiede se lei le è fedele e se l'amore che prova per lui è autentico; lei, indiscreta, gli risponde "Un po'" (proprio la traduzione del titolo). Questa risposta è giustificata dal fatto che tutti sono stati innamorati e, quindi, che nessuno è perfetto e soprattutto fedele del tutto.
Scholten ha anche registrato la canzone in tedesco (come Sei Ehrlich), francese (Un peu P'tit), italiano (Un Po') e svedese (Om våren). Inoltre, ne ha cantato una versione inglese per la televisione britannica (The Moment).
La canzone è stata eseguita per quinta nella serata, a seguito del Principato di Monaco (con Jacques Pills) e prima della Germania Ovest (rappresentata da Alice ed Ellen Kessler). Con la chiusura delle votazioni, ricevette 21 punti trionfando.